# Гавриловка (Удмуртия)
Гаври́ловка — деревня в Воткинском районе Удмуртской Республики Российской Федерации.

## География
Располагается на реке Сива в 3 км восточнее Воткинска.

## История
В начале XX века деревня входила в Оханский уезд Пермской губернии.
До 2021 года — административный центр муниципального образования Гавриловское сельское поселение Воткинского муниципального района. После их упразднения деревня входит в муниципальный округ Воткинский район.

## Население
| 2010 | 2012 |
| ---- | ---- |
| 958  | ↘934 |

## Инфраструктура
МБОУ Гавриловская СОШ, детский сад, фельдшерско-акушерский пункт, клуб, библиотека, магазины, конно-спортивный клуб «Идальго», детский оздоровительный лагерь «Юность», каток, детские площадки.
Гавриловское отделение ОАО «Агрокомплекс».

## Транспорт
Автобусное сообщение с райцентром. Остановка общественного транспорта «Гавриловка». 